# 潘主兰
潘主兰（1909年—2001年），男，祖籍福建长乐，生于福州，中国工艺美术家、书法家，曾任中华诗词学会顾问。